# Martha Swope
Martha Joan Swope, née le 22 février 1928 et morte le 12 janvier 2017,  est une photographe américaine, connue pour son travail dans les domaines de la danse et du théâtre. 
Souhaitant être danseuse, elle intègre la School of American Ballet, école rattachée au New York City Ballet. Elle y rencontre Jerome Robbins, qui est à l'origine de sa carrière de photographe lorsqu'il lui propose de prendre des clichés des répétitions de son spectacle West Side Story en 1957. 
Active durant près de quarante ans, est est l'autrice de plus d'un million d'images, couvrant la plupart des spectacles de Broadway en plus de son travail pour des compagnies de danse. Elle fait don de ses photographies à la Bibliothèque publique de New York pour les arts du spectacle quelques années avant sa mort. 

## Biographie

### Enfances et études
Martha Swope naît à Tyler au Texas. Enfant, elle ne se déplace pas sans un appareil photographique, mais sa vraie passion est la danse. 
Elle étudie à l'Université Baylor de Waco. Après un an, elle est admise à la School of American Ballet, école de danse rattachée au New York City Ballet. Elle quitte son Texas natal pour New York, avec, dit-elle, « 17 chapeaux et la vision d'aller à tous ces coktails et y rencontrer ces West Pointers ».

### Carrière de photographe
Elle se fait connaître en 1957 lorsque Jerome Robbins l'invite à photographier les répétitions de West Side Story, et que l'un de ses clichés parait en une de Life Magazine. Elle souhaite encore toutefois faire une carrière de danseuse. Lincoln Kirstein, le directeur du New York City Ballet et de son école de danse, met fin à ce projet en lui offrant un emploi comme photographe de la compagnie. Il consiste à assister aux répétitions pour se familiariser avec les chorégraphies, puis photographier les répétitions en costume. Elle commence à travailler pour le NYCB à l'occasion du ballet Agon. Martha Swope précise dans une interview en 2012 : « les répétitions sont le lieu où l'on voit la créativité et l'échange, comment ils se développent pour devenir ce qu'ils sont sur scène ».
| Image externe | |
|               | Diana Adams et Arthur Mitchell répétant devant George Balanchine et Igor Stravinsky pour le ballet Agon en 1957. |

Elle photographie également les représentations, le plus discrètement possible, prenant jusqu'à trois cent clichés par session, pour n'en retenir que quelques uns. Elle n'utilise qu'exceptionnellement des pellicules couleurs. Sa formation de danseuse lui permet de prendre ses clichés au moment juste, magnifiant les poses des danseurs.
Elle fait aussi le portrait des autres personnes présentes lors des répétitions et en coulisse : chorégraphes, compositeurs, décorateurs, dirigeants... Également photographe officielle de la compagnie de danse de Martha Graham, elle reste celle du New York City Ballet jusqu'à la mort de George Balanchine en 1983.
Dans les années 1970, elle est la photographe la plus importante dans le domaine de la danse et du théâtre aux États-Unis, couvrant de 60 à 70% des spectacles de Broadway, où comme dans les studios de danse on apprécie son calme et ses manières posées qui lui permettent de se faire oublier. Elle utilise la salle de bains de son petit appartement de la West 72nd Street comme chambre noire, l'appartement en dessous du sien comme studioet ses toilettes comme chambre de développement. Durant sa carrière, elle couvre environ 800 spectacles de Broadway,. 
Elle forme plusieurs générations de photographes qui débutent comme ses assistants. Ses photographies, utilisées en couverture de magazines, pour des reportages ou encore des publicités, font le tour du monde alors que leur autrice reste très discrète. En 1980, elle achète un studio de photographie et un appartement dans Manhattan Plaza, où elle travaille jusqu'à sa retraite en 1994, vendant alors plus d'un million de clichés à Time and Life Pictures, qu'elle récupère en 2002 à la suite d'un procès. Elle fait finalement don de ses images à la New York Public Library for the Performing Arts du Lincoln Center en 2010.

### Vie personnelle
Martha Swope est une personne très discrète qui refuse de parler d'elle, ne se rendant plus à des spectacles une fois retraitée, fuyant la foule. Ses proches la décrivent comme une personne enthousiaste, amatrice de jeux de cartes et de puzzles.
Elle est passionnée par les animaux, recueillant des chiens et chats errants. C'est aussi une grande voyageuse, prenant des vacances en Suisse, Italie, Afrique, également constamment en déplacement à travers les États-Unis pour son travail. Elle meurt en 2017 de la maladie de Parkinson, sans descendance.

## Distinctions et hommages
En 2004 elle reçoit le prix Tony Honors for Excellence in Theatre. Trois ans plus tard, la League of Professional Theater Women lui décerne un lifetime achievement award.
La New York Public Library for the Performing Arts organise en 2012, à partir de ses clichés, une exposition intitulée « Martha Swope : in Rehearsal ».  